# Lödöse
Lödöse (noto anche come Gamla Lödöse, Gamlöse o Gammelös) è un paese situato sulla costa occidentale della Svezia. Viene considerato il precursore dell'odierna Göteborg, seconda città svedese per grandezza.

## Storia
Lödöse nell'anno 1000 era un importante snodo commerciale, situato tra l'attuale Oslo e Copenaghen, vicino alla foce del fiume Göta. Era l'unico porto svedese sulla costa occidentale, e da questo veniva la grande importanza strategica. Schiacciata com'era tra Norvegia e Danimarca, Lödöse venne spostata nel luogo in cui sorge oggi Göteborg al fine di evitare le tasse imposte ai mercanti.
Attualmente Lödöse è una piccola cittadina di 1.300 abitanti nel comune di Lilla Edet, 40 chilometri a nord-est di Göteborg lungo il fiume Göta. La storia medievale della città è raccontata nel museo aperto in città nel 1996.